# Oakes Ames (Botaniker)
Oakes Ames (* 26. September 1874 in North Easton, Massachusetts; † 28. April 1950 in Ormond, Florida) war ein US-amerikanischer Botaniker. Ames war ein Spezialist für Orchideen. Sein offizielles botanisches Autorenkürzel lautet „Ames“.

## Leben und Wirken
Oakes Ames war der jüngste Sohn von Gouverneur Oliver Ames und von Anna C. Ames aus North Easton in Massachusetts. Er war der Enkel des gleichnamigen Industriellen und Politikers Oakes Ames (1804–1873).
Sein Vater besaß mehrere Gewächshäuser. Mit 15 Jahren sammelte der junge Oakes Ames seine ersten Orchideen. Er studierte an der Harvard-Universität, wo er 1898 seinen A.B. und 1899 den Master's degree erhielt. Während seiner Studienzeit lernte er Butler Ames of Lowell kennen, mit dem er nicht verwandt war, und dessen Schwester Blanche Ames er 1900 heiratete.
Im Jahre 1900 wurde er als Instructor of Botany eingestellt. Von 1909 bis 1922 war er Direktor des Botanischen Gartens, übte aber eine Vielzahl weiterer Ämter aus. So war er Kurator (1923–1927), „Supervisor“ (1927–1937), Direktor (1937–1945) und stellvertretender Direktor (1945–1950) des Botanic Museum der Harvard-Universität; er war auch Chairman der Division of Biology (1926–1935) und Chairman of the Council der Botanical Collections, Supervisor des Biological Laboratory, des Atkins Garden in Kuba und des Arnold-Arboretums (1927–1935). In seiner lehrenden Tätigkeit war er Instructor in Botany (1900–1910), Associate Professor of Botany (1915–1926), Professor of Botany (1926–1932) und Arnold Professor of Botany (1932–1935). Von 1935 bis 1941 war er Research Professor of Botany. Ames baute das Ames Botanical Laboratory auf, das ein weltweit bekanntes Zentrum für die Orchideen- und Nutzpflanzenforschung wurde.
Ames’ Frau Blanche ließ sich von ihm in der Orchideenkunde unterweisen und arbeitete mit ihm ein Leben lang zusammen. Sie fertigte die Illustrationen zu Oakes Ames’ siebenbändigem Werk Orchidaceae: Illustrations and Studies of the Family Orchidaceae (1905 bis 1922 erschienen) an.
Oakes Ames interessierte sich auch für die Botanik der Nutzpflanzen.

## Mitgliedschaft
Ames war Mitglied vieler wissenschaftlicher und botanischer Gesellschaften:
- American Academy of Arts and Sciences (1911)
- American Orchid Society
- American Society of Naturalists
- Association Internationale des Botanistes
- Biological Society of Washington
- Boston Society of Natural History
- Botanical Society of America
- Canal Zone Orchid Society
- Linnean Society of London
- National Institute of Social Science
- New England Botanical Club
- New York Academy of Science
- Orchid Circle of Ceylon
- Sigma Xi
- Torrey Botanical Club
- Washington Academy of Science

## Ehrungen
Das Herbarium der Harvard-Universität, das Oakes Ames Orchid Herbarium, trägt seinen Namen. Die Pflanzengattungen Amesiodendron Hu aus der Familie der Seifenbaumgewächse (Sapindaceae), Amesia A.Nelson & J.F.Macbr. und Amesiella Schltr. ex Garay aus der Familie der Orchideen (Orchidaceae) sind nach ihm benannt worden.

## Werke
- Orchidaceae: Illustrations and Studies of the Family Orchidaceae, issuing from the Ames Botanical Laboratory, North Easton, Massachusetts. fasc. 1-7. Boston 1905–1922 doi:10.5962/bhl.title.15433
- Notes on Philippine Orchids with Descriptions of New Species. Manila 1909–1920 doi:10.5962/bhl.title.15399
- Catalogue of the Library of the Arnold Arboretum of Harvard University. Cosmos Press, Cambridge 1914–1933 doi:10.5962/bhl.title.13657
- mit Donovan Stewart Correll: Orchids of Guatemala. Chicago Natural History Museum 1952–1953 doi:10.5962/bhl.title.2380
- mit Donovan Stewart Correll: Supplement to Orchids of Guatemala, and British Honduras. Chicago Natural History Museum 1965 doi:10.5962/bhl.title.4816

## Einzelreferenzen
1. ↑  Archivierte Kopie (Memento des Originals vom 2. Februar 2012 im Internet Archive)  Info: Der Archivlink wurde automatisch eingesetzt und noch nicht geprüft. Bitte prüfe Original- und Archivlink gemäß Anleitung und entferne dann diesen Hinweis.
2. ↑   Lotte Burkhardt: Verzeichnis eponymischer Pflanzennamen. Erweiterte Edition. Botanic Garden and Botanical Museum Berlin, Freie Universität Berlin, Berlin 2018.